# ヴェルピングハウゼン
ヴェルピングハウゼン (ドイツ語: Wölpinghausen) は、ドイツ連邦共和国ニーダーザクセン州シャウムブルク郡北部のザムトゲマインデ・ザクセンハーゲンに属す町村（以下、本項では便宜上「町」と記述する）である。

## 地理

### 位置
ヴェルピングハウゼンは、ザクセンハーゲンの北西、ヴンストルフの西、レーブルク＝ロックムの東、シュタインフーデ湖の南、レーブルク山地の支脈沿いに位置する。

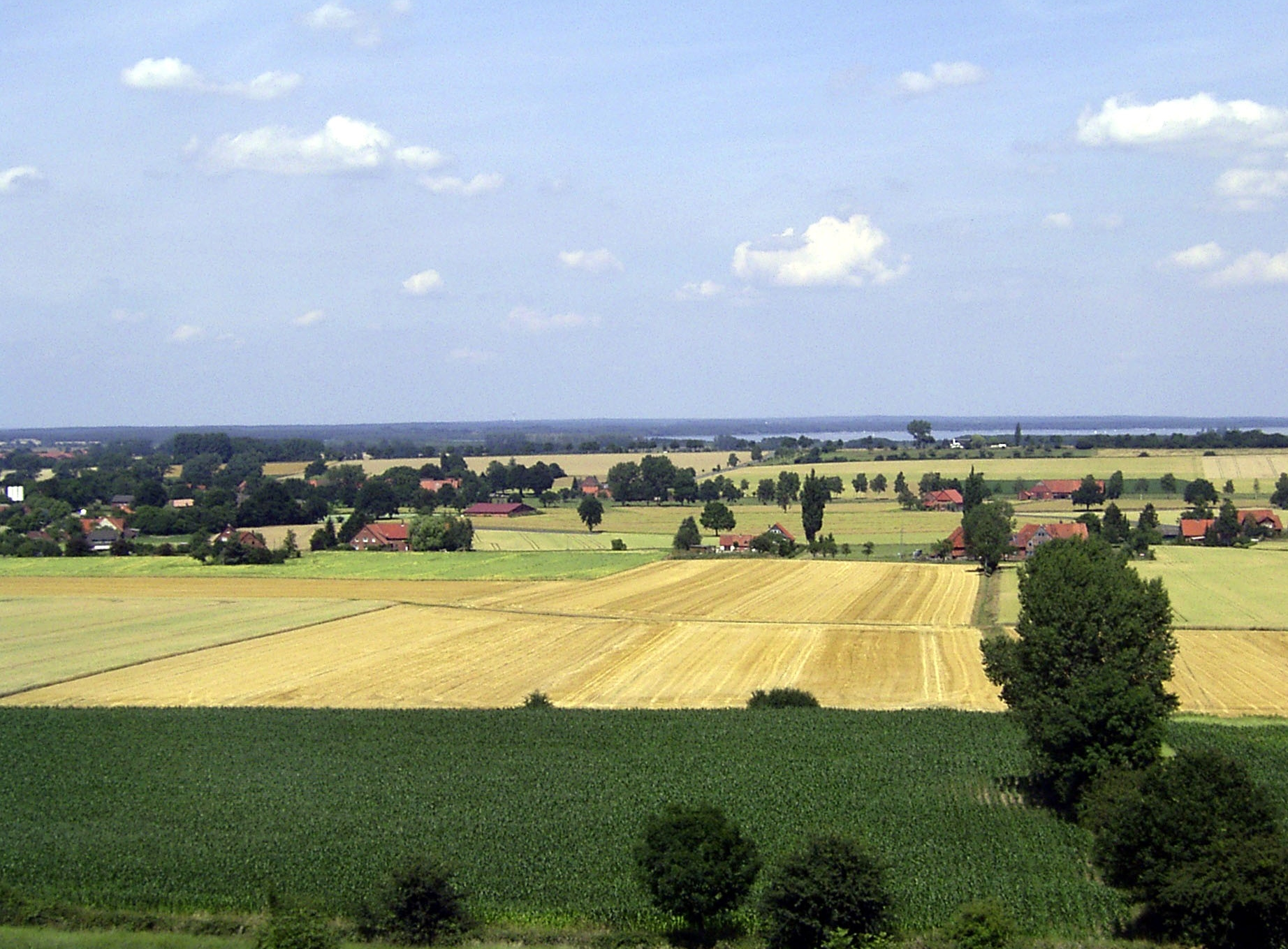
シュマーレンブルーフ

### 自治体の構成
この町は、1974年の市町村再編以降、以下の3つの地区から成り、ザムトゲマインデ・ザクセンハーゲンに属す。
- ベルクキルヒェン
- ヴィーデンブリュッゲ＝シュマーレンブルーフ
- ヴェルピングハウゼン

## 歴史
かつてデュルヴァルトという森であったレーブルク山地東部の支脈周辺に、6世紀に小さな入植地が形成された。レーブルク山地のなだらかな山の背は森の湿地状の低地間を結ぶ連絡路として利用されていた。

### ベルクキルヒェン
ヴェルピングハウゼンの町で最も古い村落はベルクキルヒェンである。最初の文献記録は1174年のミンデン司教の文書で、この集落を「Berkerken」と記している。しかし、その原型はレーブルク山地で最も古い集落の一つで、800年から1200年までの間に形成された。教会が造られたことでこの集落は発展した。現在の教会の場所に、最初は礼拝堂が建っていた。さらにそれ以前はケルト人の霊場であった。現在の教会の一部は12世紀の建築である。1300年から1500年の間にベルクキルヒェンが、ザクセンハーゲンの代官の庇護の下、街道の両側に密集したアンガー型集落として発展した。三十年戦争の影響で発展は中断された。村は何度も略奪され、スウェーデンの高額の税に苦しめられた。1648年のヴェストファーレン条約によって生活は再び正常化した。シャウムブルク伯領が分割され、ベルクキルヒェンはアムト・ハーゲンブルクに編入された。1750年からヴィルヘルム伯の下、外国からの移住が促進され、土地が与えられた。リンネル織りも奨励され、財産を持たない貧民層も収入を得られるようになっていった。こうしてベルクキルヒェン住民の多くがシュタインフーデの織物工場のための家内工業を行った。1900年前後の世紀の変わり目頃には、ベルクキルヒェンは採石と炭坑で職を得ていた。第二次世界大戦後ベルクキルヒェンは、住宅地に変貌していった。農業で家計をたてている人は2軒にまで減少した、1970年時点での専業農家数は約12軒であった。

### ヴェルピングハウゼン
ヴェルピングハウゼンは1246年に「Welpinghusen」として初めて文献上に記録されており、13世紀の初めに列村を形成した。16世紀に別の入植地シュマーレンブルーフが建設された。小さな街道沿いの集落であったヴィントホルンは、ベルクキルヒェンの麓にあたるシュマーレンブルーフの東にあった孤立農場から発展した。

### ヴィーデンブリュッゲ
ヴィーデンブリュッゲには、1238年から塩井が存在しており、1730年から製塩に利用され、19世紀には隣接するバート・ネンドルフに塩水を供給した。1300年から1500年までの間、ザクセンハーゲンとヴェルピングハウゼンはミンデン司教のミュンヒハウゼン代官管区に属した。ヴィーデンブリュッゲとシュマーレンブルーフの農民は16世紀からミュンヒハウゼン家および後にはレーメリングハウゼン家の農奴となっていた。
この集落は三十年戦争で大部分が破壊された。シャウムブルク伯領の分割後、ヴェルピングハウゼン、ヴィーデンブリュッゲ、ベルクキルヒェンはシャウムブルク＝リッペ伯のアムト・ハーゲンブルクに属した。

### 19世紀
1800年以後、ヴェルピングハウゼンの外側に別の集落が形成された。ベルクホール、シュピーシングスホール、ヒンター・デム・ベルゲといった散村が造られた。1847年の恐慌の年にシャウムブルク＝リッペ侯妃イーダは、何百人もの住民のための雇用を創出するためのヴィルヘルム塔建設を唱えた。それはヴィルヘルム伯が建設し、1777年に亡くなるまで狩りの城として山暮らしを楽しんだ城の跡地であった。
ヴェルピングハウゼンでは、1907年に新しい学校が建設された。教師のエーバーリングはこれに広く知られる庭園を設けた。
1898年から1964年までシュタインフーダー・メーア鉄道がシュマーレンブルーフとヴィーデンブリュッゲを通っていた。両集落に駅が設けられ、観光客の往来とともに経済的発展が小さな村にもたらされた。シュマーレンブルーフの乳製品工場以外にも企業が設立された。かつての道床は現在自転車道、遊歩道となっている。
ヴェルピングハウゼンの3つの消防団は、1920年代のシャウムブルク＝リッペ州の地方の自衛消防団創設の動きに伴って1925年から1928年の間に設立された。当時この地方では数多くの消防団が設立された。グローセンハイドルン、ニーンシュテット、リントホルスト、ヴィーデンブリュッゲ、ヴェルピングハウゼン、ニーデルンヴェーレン、メーアベック、ポルハーゲン、シュタインベルゲン、ベルクキルヒェンといった具合である。
20世紀末にこの町の開発は停止された。観光客ははシュタインフーデ湖自然公園南部の田園地方の魅力を発見したのである。

### 宗教
- この町のプロテスタント住民はベルクキルヒェンの聖カタリーナ教会で礼拝に参加する。
- ヴェルピングハウゼンのカトリック教徒はリントホルスト/ザクセンハーゲン司祭区に属す。1963年に建造されたザクセンハーゲンのカトリックのヘルツ・イェーズ教会はリントホルスト聖バルバラ教会の支教会である。

## 行政

### 議会
この町の議会は、13議席からなる。

### 首長
この町の町長は、ウーヴェ・ブリンクマン (CDU) である。

## 文化と見所

### 建築
- ベルクキルヒェンのプロテスタント聖カタリーナ教会: 1150年に建造された。
- ベルクキルヒェンの司祭館: 現在は集会場となっている。
- 展望台のあるキリスト十字
- ベルクキルヒェンのオランダ風車: 1850年頃から1955年まで稼働していた。
- ヴィーデンブリュッゲの飼料サイロ前の祝祭広場、「太ったオルトルートと痩せたローデリック」の記念碑がある。
- ヴェルピングハウゼンの旧納屋: 1907年建造。
- ヴェルピングハウゼンのマッテの小城: 1898年建造。
- ヴェルピングハウゼン近郊のヴィルヘルム塔: 1847年建造。

### 年中行事
- ベルクキルヒェンとヴェルピングハウゼンの収穫祭
- ヴィーデンブリュッゲの「世界最小の射撃祭」
- ヴェルピングハウゼンの射撃祭
- ヴェルピングハウゼンで第3アドヴェントに行われるクリスマスマーケット
- プロテスタント教会が行う第1アドヴェントのアドヴェントバザール
- ヴィーデンブリュッゲの飼料サイロのロック祭

### 公共施設
- ヴィーデンブリュッゲ青少年センター（1977年設立）

## 引用
1. ↑  Landesamt für Statistik Niedersachsen, LSN-Online Regionaldatenbank, Tabelle A100001G: Fortschreibung des Bevölkerungsstandes, Stand 31. Dezember 2023
2. ↑  Vgl. StA Bückeburg L1 V Lb Nr. 13 (Vieh- und Schatzregister, Amt Sachsenhagen, Anno 1606), L1 V La Nr. 5 (Verzeichnis der Hausarmen, Amt Sachsenhagen, Anno 1608), Dep. 6 GH T Nr. 65 (Schatzregister, Amt Sachsenhagen, Anno 1609), L1 V La Nr. 6 (Erb- und Besaatregister, Amt Sachsenhagen, Anno 1618-20), L1 V La Nr. 11 (Verzeichnis der vorhandenen Saatländereien, Amt Sachsenhagen, Anno 1638).
3. ↑  Vgl. Blazek, Matthias, Chronik der Ortsfeuerwehren der Samtgemeinde Sachsenhagen, Sachsenhagen/Bergkirchen 1994, pp. 32 - .